# Allium tianmuense
Allium tianmuense — вид квіткових рослин з підродини цибулевих (Allioideae). Ендемік Китаю (Чжецзян).